# Danilo Suárez
Danilo Suárez, vollständiger Name Danilo Nicolás Suárez García da Rosa, (* 7. März 1989 in Artigas) ist ein uruguayischer Fußballspieler.

## Karriere
Der 1,83 Meter große Torhüter Suárez stand zu Beginn seiner Karriere spätestens ab der Spielzeit 2011/12 in Erstligakader des in Montevideo beheimateten Vereins River Plate Montevideo. Einen Einsatz in der Primera División kann er dort jedoch nicht vorweisen. Zur Apertura 2014 schloss er sich auf Leihbasis dem Tacuarembó FC an. In der Apertura 2014 wurde er einmal in der höchsten uruguayischen Spielklasse eingesetzt. Mitte Januar 2015 wurde er an den Zweitligisten Miramar Misiones ausgeliehen und bestritt bis Saisonende fünf Zweitligaspiele. In der Spielzeit 2015/16 kam er 21-mal in der Liga zum Einsatz. Während der Saison 2016 wurde er zwölfmal in der Liga aufgestellt. Anfang März 2017 verpflichtete ihn der Huracán Football Club, für den er bislang (Stand: 23. Juli 2017) in 14 Zweitligaspielen auflief. Am 7. Dezember 2017 unterschrieb der Uruguayer in Guatemala bei Deportivo Marquense.